# Hanakola, Malavalli
Hanakola là một làng thuộc tehsil Malavalli, huyện Mandya, bang Karnataka, Ấn Độ.